# Spalding de Garmendia
Basil Spalding de Garmendia (28 de febrero de 1860 - 9 de noviembre de 1932) fue un jugador de tenis estadounidense que compitió en los Juegos Olímpicos de París 1900.
Spalding de Garmendia nació en Baltimore, Maryland; su familia era acomodada, además es de ascendencia española. En 1900 ganó una medalla de plata en el evento de Dobles Masculino con Max Decugis de Francia. En los singles, llegó a los cuartos de final, perdiendo ante Laurence Doherty.